# Chris Stewart
Pour les articles homonymes, voir Chris Stewart (homonymie) et Stewart.
Chris Stewart, né le 27 mars 1951 à Crawley, est un exploitant agricole, écrivain et musicien britannique, premier batteur du groupe Genesis.

## Biographie
Pensionnaire de la Charterhouse School, Stewart est d'abord le batteur du groupe formé par Peter Gabriel et Tony Banks, The Garden Wall, alors qu'ils ont quinze ans. Concurrent de The Anon, groupe formé par Anthony Phillips à la guitare solo et Mike Rutherford à la guitare rythmique, Garden Wall finit par s'allier à The Anon pour donner naissance à Genesis. Christ Stewart prend la place de batteur en janvier 1967 et participe à l'enregistrement des deux premiers 45 tours. L'échec commercial de cet enregistrement provoque le départ de Chris Stewart, écarté du groupe par leur manager Jonathan King, qui le juge techniquement trop faible. Il quitte alors définitivement le monde de la musique. King lui-même sera remercié par le groupe peu après.
Après la fin de sa carrière au sein de Genesis, il parcourt l'Europe et finit par s'installer en Espagne, dans la région des Alpujarras, où il achète une exploitation agricole. Il s'implique en politique locale et écrit plusieurs essais autobiographiques.

## Discographie
- The Silent Sun / That's Me (single, Decca Records, 1969)
- A Winter's Tale / One-Eyed Hound (single, Decca Records, 1969)